# Ady Jung
Ady Jung (Esch-sur-Alzette, 13 december 1938 – 15 september 2023) was een Luxemburgse zakenman en politicus voor de Chrëschtlech Sozial Vollekspartei (CSV).

## Biografie
Jung was van 1989 tot 28 mei 2003 afgevaardigde in de Kamer van Afgevaardigden. Tevens was hij in de jaren 1995 en 1996 voorzitter van het Beneluxparlement. 
Hij werd op 28 mei 2003 benoemd tot lid van de Luxemburgse Raad van State en heeft zijn mandaat uitgeoefend tot zijn pensioengerechtigde leeftijd op 12 december 2010.
Jung was ook een tijd lang gemeenteraadslid in de gemeente Esch-sur-Alzette.
Hij overleed op 84-jarige leeftijd.